# Augustin Maria Kurtz-Gallenstein
Augustin Maria Kurtz-Gallenstein (* 1. August 1856 in St. Gallen, Steiermark; † 5. Juli 1916 in Admont) war ein österreichischer Maler.

## Leben
Der Künstler wurde in dem obersteirischen Markte Sankt Gallen als zweites von insgesamt 11 Kindern der Kaufleute Heinrich und Johanna Kurtz geboren. Der Vater war in St. Gallen Bürgermeister sowie unter anderem auch Gründer der dortigen Sparkasse. Die entfernten Ahnen des Malers stammten aus Leipzig und Aachen und waren künstlerisch sowie schriftstellerisch tätig.

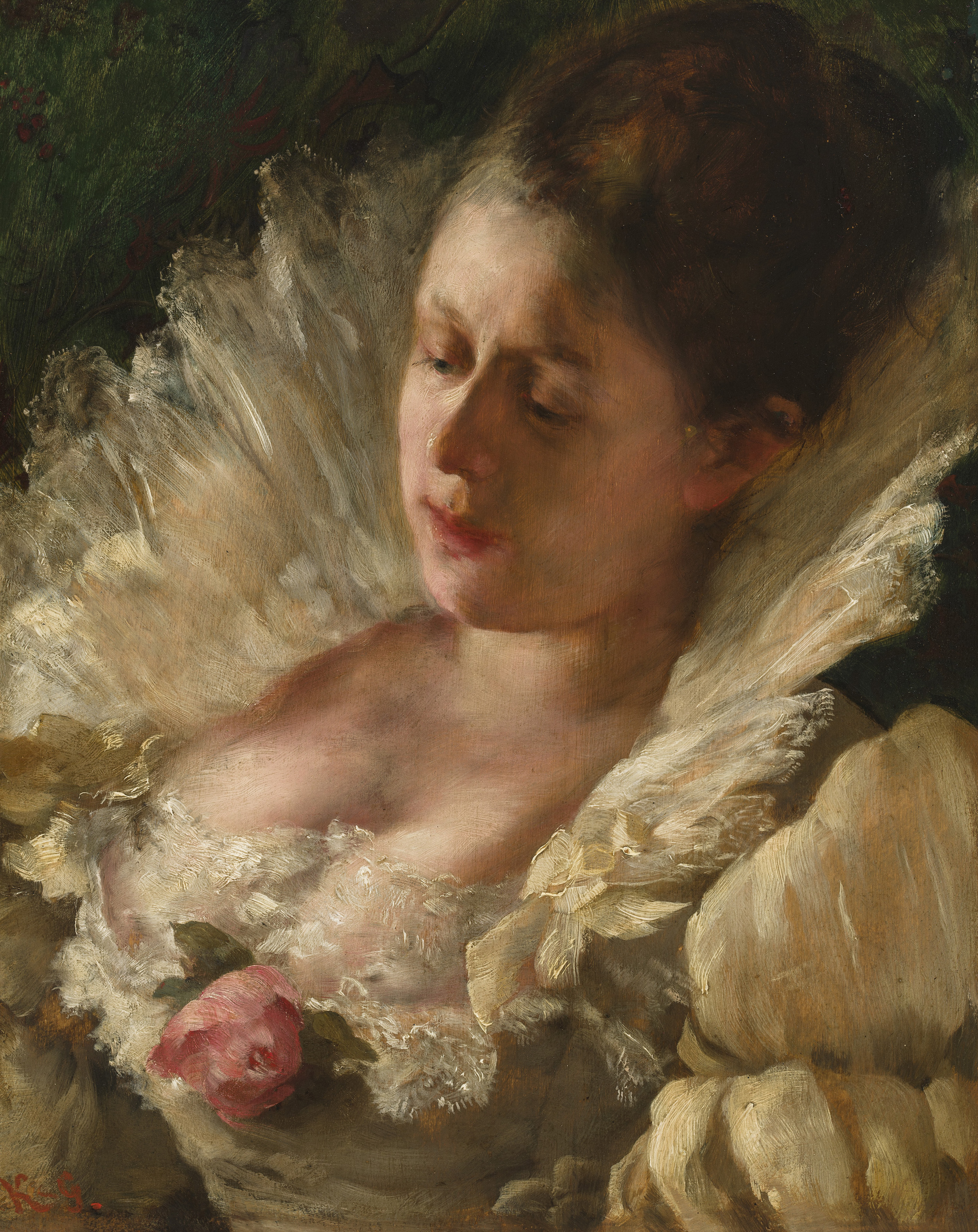
Frauenbildnis

In seinen jungen Jahren waren vor allem zwei Personen am künstlerischen Werdegang von Augustin M. Kurtz beteiligt: der Wiener Maler Holzinger, der im Sommer 1876 in St. Gallen weilte und dem er öfters bei seinen Arbeiten zuschaute; sowie die Statthaltereirätin von Stähling, die anlässlich eines Besuches die Bilder von „Gustl“ sah und die Eltern förmlich zur künstlerischen Ausbildung ihres Sohnes drängte, der zunächst im Geschäft seines Vaters tätig war. Er besuchte daraufhin ab 1878 die Zeichenakademie in Graz. Ab 20. Oktober 1880 studierte er an der Akademie der Bildenden Künste München und erwarb sich einen guten Ruf als Landschafts- und Porträtmaler. Er besuchte die Zeichenschule bei Professor Alois Gabl (geb. 1845 zu Wies in Tirol, Genre- und Porträtmaler, gest. 1893 in München), die Malschule bei Professor Ludwig von Löfftz sowie im Jahr 1883 die Kompositionsschule von Professor Wilhelm von Diez. Den Namenszusatz -Gallenstein ergänzte er in Erinnerung an die Burg Gallenstein in seiner Heimat und zur Unterscheidung von seinem Bruder Arthur Kurtz, der ab 1884 gleichfalls Malerei in München studierte.
Nach erfolgreichen Ausstellungen und einigen größeren Studienreisen ins Ausland ließ Kurtz-Gallenstein sich ab November 1900 dauerhaft in Admont nieder. Seine künstlerische Tätigkeit widmete er nun dessen Kloster – angeblich war eine unglückliche Liebe zu einer Adeligen die Ursache für seinen Rückzug ins Klosterleben Auf einem Bild mit einer Friedhofsszene, das sich in Familienbesitz befindet, ist nach einer Familienüberlieferung jene adelige Dame dargestellt, die zum Zurückzug ins klösterliche Leben führte. Die düstere Stimmung der Darstellung ist ein Hinweis auf den verzweifelten Gemütszustand des Künstlers. Als Laienbruder in klösterlicher Abgeschiedenheit wirkte er dort als Hofmaler, gestaltete und erneuerte im Stift Admont und in der Umgebung zahlreiche Fresken. Auch viele seiner Ölgemälde, Skizzen und Schriften wurden in Admont aufbewahrt und ausgestellt und blieben der Nachwelt erhalten. In den letzten Lebensjahren litt er nach einer Verletzung am linken Auge sehr unter der Trübung seiner Sehkraft. Mit dem Schwinden des Augenlichts erlosch auch allmählich der Farbensinn und sein künstlerisches Schaffen ging zu Ende. Nach einer schweren Rippenfellentzündung starb Kurtz-Gallenstein in Admont am 5. Juli 1916.
Vom November 2006 bis August 2007 wurden in der Neuen Galerie Graz einige Werke des Künstlers gezeigt, unter anderem gemeinsam mit Gemälden von Ferdinand Georg Waldmüller. Der Titel der Ausstellung war Zur Natur des Menschen, Genremalerei.Weiters wurden Werke von ihm in der Ausstellung „Aufbruch in die Moderne“ von November 2014 bis Februar 2015 in der Neuen Galerie Graz gezeigt.
Augustin Kurtz-Gallenstein war der Bruder von Arthur Kurtz, der vorwiegend als Porträtmaler bekannt wurde. Sein Bruder Oskar Kurtz, geboren 1863, verstorben 1927, war der Erfinder eines Streichorchestrions, eines Klaviers, das beim Spielen mehrere Streichinstrumente wiedergab. Weiter beschäftigte er sich mit dem Bau einer Flugmaschine.